# Beas (rivier)
De Beas (Punjabi ਬਿਆਸ) is een 470 km lange rivier in Himachal Pradesh en Indiaas Punjab in het noorden van India. De Beas is een zijrivier van de Sutlej. Net als alle rivieren in India, varieert het debiet van de Beas sterk met het seizoen. In de moessontijd verdriedubbelt het watervolume.
De Beas ontspringt in de Himalaya op de Rohtangpas en stroomt dan door de Kulluvallei naar het zuiden. Bij Aut gaat zij naar het westen stromen. Daarna komt de rivier onder andere langs Mandi. Bij Pong is in 1976 een grote stuwdam in de rivier aangelegd, waardoor het Pong Dammeer ontstond. Ten zuiden van Pathankot bereikt de Beas de vlakte van Punjab; vlak bij Sultanpur (50 km ten zuiden van Amritsar) komt de Beas in de Sutlej uit. Het gebruik van het water van de Beas komt volgens het Indus-Waterverdrag tussen India en Pakistan toe aan India.
De Beas werd in het Sanskriet wel Arjiki of Vipas genoemd. Het laatste kan een verbastering zijn van Vead Vyasa, de auteur van de Mahabharata. In Himachal Pradesh wordt de hiervan afgeleide naam Vipasha weleens gebruikt. De oude Grieken noemden de rivier de Hyphasis en vormde na de Slag bij de Hidaspes in 326 v.Chr. een deel van de oostelijke grens van het rijk van Alexander de Grote. Aan de oevers van de rivier aangekomen muitten Alexanders Macedonische soldaten, die geen zin hadden om nog verder naar het oosten te trekken. Alexander was daardoor gedwongen zijn plan om ook het gebied rond de Ganges te veroveren op te geven.
- Gemeinsame Normdatei: 7675360-8
- Library of Congress Control Number: sh94001828
- Nationale Bibliotheek van Israël: 987007566039805171
- Virtual International Authority File: 315527839